# ビデオオプション
 ビデオオプション （VIDEO OPTION、通称V-OPT）は、三栄書房の子会社である株式会社サンプロスから発売されていた自動車愛好家向けセルビデオ（DVD）及び、YouTubeの公式チャンネルで配信されている自動車愛好家向け映像作品。
初期はOptionの映像版と言っていい存在だったが、徐々にオリジナル路線にシフトして行なわれ、雑誌版との連動企画も用意されている。

## 概要
1988年に販売開始。Option誌と同様に四輪自動車の改造・チューニングや、チューニングカー・ドリフト・ドラッグレース・最高速チャレンジなどを主に扱っている。特にドリフトに関しては歴史が長く、1989年よりドリコンのいかす走り屋チーム天国を開催（2001年からはドリフト天国ビデオに移行）。全国の走り屋から多くのドリフトドライバーを生み、後の全日本プロドリフト選手権（現・D1グランプリ）の誕生にも繋がることとなった。
出演するのはレーシングドライバーや有名チューニングショップのオーナーが多い。かつては「ドリフトキング」の異名を持つ土屋圭市や、Option創刊者である稲田大二郎もレポーターとして毎号出演していたが、両名が2010年12月に当ビデオの発売元であるサンプロスが主催するD1グランプリの運営から脱退したことに伴い、一時期出演を取りやめていた。ただし、公式YouTubeチャンネルによる過去の映像の配信においては、両名が出演しているシーンをカットするなどの編集はされていない。2020年代に入ってからは再び出演するようになっている。
当初は隔月26日発売であったが、2000年に兄弟作品のオプション2ビデオと合併して以降は毎月26日の発売に移行している。Vol.153（2006年11月）まではDVDとVHS（EXTRA TRACKが省かれている）を併売していたが、翌月のVol.154以降はDVD一本に絞って販売を続けていた。Vol.289（2018年3月）よりDVDの販売を終了し、Vol.290からは公式YouTubeチャンネルによる無料ネット配信に移行。同時に過去の映像の配信も行われている。また、兄弟作品としてドリフト天国ビデオやオプション2ビデオが存在したが、現在はどちらも販売を終了している。

### 主な出演者
- 飯田章
- 稲田大二郎
- 織戸学
- 坂昭彦
- 鈴木学
- スモーキー永田
- 谷口信輝
- 土屋圭市
- 野村謙
- 松原英一
- ラーマン山田

### 主なナレーション担当者
- 難波圭一

## 主な特集・企画
かつては公道での最高速アタックの様子などアンダーグラウンドなものや、後述の「自動車サッカー」や「酔っぱらいレース」に代表される珍企画も多く見られたが、近年はチューニングショップやレーシングドライバーへの取材映像や、サーキットでのタイムアタックやテスト走行などの映像が中心となっている。
D1グランプリ
D1グランプリ及び下部カテゴリーのD1ライツの注目選手や、マシンのテストの様子、注目の新技術などが特集されている。2023年は、D1グランプリ公式YouTubeチャンネルに代わって大会の無料配信も行うことになった。
サーキットスーパーラップ
チューニングカーによるグリップラン企画。チューニングカーが筑波サーキットなどのコースをタイムアタックする様子が収められている。詳しくはリンク先参照。
最高速アタック
高速周回路で、車両の最高速度に挑戦する。また、かつてはドイツ・アウトバーン、ニュージーランド、アメリカ・シルバーステイツなどで公道最高速企画も行われていた。
いかす乗り物天国
稲田大二郎がゲストを迎え、様々な車に試乗していく。試乗した車はS30型フェアレディZなどの往年の名車から、ドラッグレース専用車であるファニー・カーまで多様である。しばらくの間企画が休止していたが、2021年に復活した。
チューニングパーツインプレッション
プロのレーシングドライバーが、チューニングパーツのインプレッションを行う。
ガレージ訪問
レーシングドライバーのガレージやチューニングショップを訪れる。
ラーマン山田と行く ぶらり酷道険道の旅
ラーマン山田が自分の愛車で、有名な酷道や険道を走る。事前の下見はなく、かつ当日の気分でコースが変わることもある。
いかす走り屋チーム天国
D1グランプリのルーツのひとつとも言えるドリフトイベント。略称は「いか天」。後に掲載が『ドリフト天国ビデオ』へと移動した。2021年からは休止中で、過去の大会の映像がYouTubeで配信されていたが。2024年に復活した。

### 現在は掲載が止まっている・終了した過去の特集・企画
Go!Go!大二郎
稲田大二郎が様々な車に試乗する企画。車はF1カーから族車まで多種に及ぶ。しかし彼に対する嫌がらせの要素もあり、130dbの音量が出せる車の中に閉じ込められるなどした。初回のタイトルは「Go!Go!Daijoro」と誤記されている。
暴走一家水戸納豆レーシング
織戸学と飯田章にトヨタ・AE86専門の走り屋チームを組ませ、読者マシンを紹介しながら各地を爆走する企画。織戸には特集号にて、一番嫌だった企画と言われてしまっている。企画当時には飯田の愛車だったAE86（後述の「ヒラピー・章のWORKBOX」にて製作）がライバル誌のホットバージョンに登場する一幕もあった。
0-300km/hアタック
谷田部のバンク突入前50mからスタートし、300km/hに達するまでの時間で競われる。レコードホルダーは4WD部門がHKS・T-002（R33スカイラインGT-R）、2WD部門がトップシークレット・0-300km/hスープラ。現在では谷田部を使っていないため実質企画が終了している。
ヒラピー・章のWORKBOX
メカ音痴という設定の飯田章が自分だけのレース仕様ハチロクを作るため、チューナーである平岡寿道の下で各種工具のレクチャーを受けながらハチロクのチューニングを行う企画。マシンが完成したために企画も終了。
湾岸の千葉君
「千葉」と名乗る男（元OPTION2編集部員のヒデサトが演じている）から投稿されてくるビデオを公開するコーナー。内容は最高速アタックや同乗体験、オービスを光らせる、挙句の果てには「自転車で湾岸を爆走」している様子を収めた映像や、「免停や免許取消に伴う教習風景」や「ラブホテルでのひととき」なども収められた異色極まりない作品となっている。ゲストとしてスモーキー永田やRE雨宮代表の雨宮勇美らが出演していた。2005年にスペシャルエディションとして単品販売もされた。
変だわスモーキー
スモーキー永田の速度違反などを取り上げている。「湾岸の千葉君」同様、スペシャルエディションとして単品販売された。

### その他企画
- ドライバー特集
  - 織戸学、土屋圭市、谷口信輝、野村謙などが特集された。
- クラッシュ映像集
  - D1グランプリで起きた爆笑、衝撃のクラッシュをまとめた物。

- D1ツインドリ
  - D1グランプリの目玉である追走技術の高さを活かしたエキシビション企画。途中からはドリフト天国DVDへ移籍して収録される。当時唯一チームとしての複数台エントリーをしており、後に海外での追走ドリフトパフォーマンスも行うようになる、熊久保信重と田中一弘によるチームオレンジは優勝候補に毎回挙げられるものの、途中敗退することがおなじみとなってしまった。
- D1団体戦
  - そもそもはD1黎明期に、シーズン最終戦後の余興として開催。トップ選手も入り乱れての参加となったのだが、やりすぎによるクラッシュも付き物に。風間靖幸がピットロードで丸山透の愛車(メルセデス・ベンツ)に衝突。「スピンベンツドカン」というありがたくないあだ名を付けられる原因にもなった。2003年の最終戦後に行われた時にはこの年のチャンピオン今村陽一のマシン(FD3S)と、前年度チャンピオン植尾勝浩のマシン(AE86)などワークスカーが次々に衝突する事件も発生。以降はトップ選手の参戦は無くなったが、トラストワークスに加入したばかりの川畑真人が当時の本番機を駆って参戦する一幕もあった。その後大会が消滅したかに見えたが、2010年のオフシーズンにタイヤメーカー対抗という形で復活。2010年代中頃にはD1本戦での余興としても行われた。

- ダートオーバル
  - ツインリンクもてぎにかつて設けられていたダートオーバルコースで行われていたレース企画。激しい泥跳ねが生じるためフロントガラスは外し、ドライバーはヘルメットの風防やゴーグル、スカーフなどを用いて泥を避ける。初期はチューナーのみの参加だったが、後に一般人も参加するようになった。基本的に、車は後輪駆動車（FR）である事と安全面以外でのルールが存在しないため、ぶつけ合いのレースになる。途中、稲田大二郎が運転するメルセデス・ベンツ・W126が横転したこともある。
- 自動車サッカー
  - 自動車でサッカーをしてしまおうという無茶苦茶な企画。ボールは特注品で、直径1.5m、重量50kg。製作費用は15万円したというが、車は廃車寸前のものを使用している。第1回では出場選手分の車しか用意しなかったため壊れて直せなくなった車が続々退場するサバイバルゲームとなったが、第2回以降は予備車への乗り換えが可能となった。
ルールとしては「タッチラインは無く、コート外にボールが出てもガードレールの跳ね返りを活かしてプレーを続行」「運転席へのチャージは即レッドカード」などの独自のものが盛り込まれる以外、普通のサッカーのルールに準拠している。第2回からは、自陣から味方相手を問わず他の選手にボールを当てずにゴールした場合はノーゴールとなった。
飯田章は第2回にて選手（レーシングドライバーチーム）として参戦し、クルマの中からピッチ上に花火を打ち込んだ。第3回では解説として参加し、その際にピッチ外からロケット花火を水平にピッチへ発射、上野高広のほぼ頭上で爆発した。これにより、飯田は富士スピードウェイの職員に怒られた後、富士スピードウェイの親会社であるトヨタのシートを失った。[要出典]
- 実物大ラジコンレース（目隠しラジコンレース）
  - マシン一台とドライバーふたりで一チームと見なし、ひとりは目隠しをしてマシンに乗り込み、もうひとりはスポッター地点から目隠しをしている相方に指示を飛ばす。当然左右を間違えてしまえばクラッシュは日常茶飯事的に起こる。このレースは2回開催され、第2回ではファイナルラップにてバック走行するルールを追加。また、コース上に障害物としてコンクリートブロックが設置された。
- トレインカーレース
  - 実際にアメリカで行なわれている同名レース。前のクルマ（エンジンはかかりブレーキは効かない）と後ろのクルマ（ブレーキが効きエンジンはかからない）をチェーンでつないで走行し、息が合わないと強烈な引っ張り音と共に身体に衝撃が走る。レース前には以前にビデオオプションの企画でアメリカにてトレインカーレースを経験した野村が鈴木とのコンビでデモランを行った。実際に行われた際の第二ヒートでは、稲田がダートオーバル以来の横転クラッシュを喫した。なお、横転したクルマはその後表彰台として使用された。
- 8の字レース
  - トレインカーレース同様、実際にアメリカで行なわれている同名レース。8の字状にラインを引いたコースを走る。一台でも周回遅れが出れば交差点で激しいTボーンクラッシュが起こるのは目に見えているという危険なもの。このレースだけは反時計回りに周回することを考慮してか、セーフティ21の提供で運転席側に強固なサイドバーや鉄板が組まれている。レース中はコーナー付近で接触が相次ぎ、しまいには炎上するマシンまで出た結果赤旗中断が入るサバイバルレースとなった。また、当初はカメラカー（ルーフ上にベーカムを設置し、コース上から撮影）として出場していたカメラマンのザクが第2ヒートで3位に入賞し、他の入賞者と同様賞金を獲得した。
- 酔っぱらいレース
  - 飲酒運転の危険性を啓発するための企画。前半は片岡龍也をテストドライバーとして、レース向けのドライビングシミュレーターを用いて飲酒の影響を実演。後半は複数のドライバーが宴会で飲酒した後、夜間のエビスサーキットで実車レースを実施。レース中、赤信号を急に出したり、走行中のクルマの目の前に歩行者を模したダッチワイフを投げ込むなどのトラップを設けた。野村謙や末永直登は宴会で泥酔しすぎてしまい、サーキット走行をする前にダウン。末永はピットボックスの中で動けず、野村のみコメンタリー席に移動し、「解説」として出演した。風間俊治はレース中に会社の取引先から電話がかかってきてしまい、飲酒運転に加えてながら運転も行ってしまった。
宴会後、レース前に行ったアルコール検査の結果は、最高値が野村の0.899mg/L、最低値がラーマン山田の0.235mg/Lだった。

## 特別版

### V-OPT BEST スペシャルエディション
今まで人気のあった連載企画を1本にまとめて発売する物。4本発売されている（#3は売り切れており、現在は増刊号の#5に内包されている）。DVDのみの発売であり、販売本数限定、販売方法は通販のみ。
- V-OPT BEST スペシャルエディション#1 Go!Go!大二郎の大冒険
  - Go!Go!大二郎+いかす乗り物天国の総集編。
- V-OPT BEST スペシャルエディション #2 ヒラピー・章のTUNED AE86 by WORKBOX
  - 終了企画の項にある同タイトル企画総集編。
- V-OPT BEST スペシャルエディション #3 暴走一家水戸納豆レーシング
  - 終了企画の項にある同タイトル企画総集編。
- V-OPT BEST スペシャルエディション #4 2003 D1 GRANDPRIX ON BORD CAMERA Special
  - 今までDVD映像特典として収録されていたD1GP中のオンボードカメラ画像をまとめたもの。
- V-OPT BEST スペシャルエディション #5 ハチロク虎の巻
  - #2の「ヒラピー・章のTUNED AE86 by WORK BOX」、#3の「暴走一家水戸納豆レーシング」にプラス一本増量された増刊号で、3枚組のDVDを内包している。#2と#3はこれまでと同様だが、新たに「レーシングハチロク1999」という、ハチロクでの全日本GT選手権（現・SUPER GT）参戦記録が収められたものが追加されている。

### V-OPT コレクターズエディション
スペシャルエディションの後を継いで発売になった。#○といった号数が入らなくなった。現在9本発売されている。
- 湾岸の千葉君
  - 主な特集内容の項にある同タイトル企画総集編。
- 変だわスモーキー
  - スモーキー永田の奇行をまとめた物。イギリスで「世界最高速のスピード違反[3]」を行い逮捕されたシーンや、V35スカイラインクーペをベースに製作したV35GT-Rでのアウトバーン爆走シーンなどが収録されている。
- 脱線クルースペシャル
  - 東京オートサロンにて、キャンギャルを変なアングルから撮った物。「緊急避難用」として、V-OPT Vol.1も収録されている。
- とっくりのSSS（スリーエス）
  - ガレージザウルスの代表にして自称アイドルドラッガーの「とっくりさん」こと林徳利（なるとし）の活躍をまとめたビデオ。OPT2ビデオの名物企画であったSSS（スーパー・ストリート・シリーズ）と呼ばれるゼロヨンシリーズを転戦するとっくりさんの活躍が観られる。
- GO!GO!大二郎の大冒険
  - 稲田大二郎の珍車＆名車チューンドカー試乗記をまとめたビデオ。クルマのみならず戦闘機に同乗した模様も納められている。
- カワサキ編集長のDIY天国
  - ドリフト天国の編集長・川崎隆介のDIY挑戦記をまとめたビデオで、「DIYでできるチューニング」がコンセプト。細かい作業をうまくできずにキレてしまう川崎編集長の姿も収められている、
- ラーマン山田の人体実験
  - レーシングドライバーの山田英二（通称・ラーマン山田）による人体実験の模様をまとめたビデオ。オフセット衝突からレーシングスーツの耐火実験（レーシングスーツを着て火炙り）、5点式シートベルトを付けて車を横転させる実験、バケットシートのホールド性（バケットシートに座らせて最大75度の横傾斜にさらされる）や触媒の浄化作用を自らの呼吸器を使って計るもの（ホースで排気ガスを車内に引き込みパワーチェック）まで、命にかかわる可能性さえあるテストを通じてチューニングパーツやレーシングギアの信頼性を立証している。
- ドリフト野郎挑戦記! 爆走!! American Race Challenge
  - 日本のトップドリフトドライバーによる海外レースへの参戦記をまとめたビデオ。織戸学が挑戦したアメリカ伝統のレース・NASCARや、野村謙が挑戦したミジェットカーレース、出水田裕樹が挑戦したサンドドラッグレースなど、アメリカの名レースを見ることができる。
- すごいよ! 熊ちゃん
  - エビスサーキットの支配人である熊久保信重のすべてに迫れるビデオ。2枚構成となっており、1枚目は熊久保がモトクロスライダーからドリフターになるいきさつや、ドリフトの追走のテクニックなどを説明している。2枚目はビデオオプション未収録の2007年度D1グランプリ・シリーズフィナーレ戦の模様が収められている。

## 死亡事故
1998年、日本自動車研究所の谷田部高速周回路にて、チューニングショップのトップフューエルによって改造を施されたホンダ・シビックで最高速アタックに挑んでいたOPTION2編集長の斎藤政夫（通称：マサ・サイトー）が死亡する事故が発生。これにより、最高速に関わる企画は当面の間自主規制という形で中断されていたが、後に稲田大二郎がBLITZ・R-348プロジェクトを始める際「公道で最高速アタックをするのはOptionの特権だ」と言い放ったことで再開された。しかし、当時Option本誌編集長であった「フユ編」は、かつて仲間を失った企画を掲載するか否かに真剣に迷ったという。
現在、谷田部は首都圏新都市鉄道つくばエクスプレスの建設工事のため移転・廃止され、現在は谷田部よりも設計速度が高い高速周回路のワーカム北海道を使用して最高速アタックが行われている。